# 1980年モスクワオリンピックのエチオピア選手団
1980年モスクワオリンピックのエチオピア選手団（1980ねんモスクワオリンピックのエチオピアせんしゅだん）は、1980年7月19日から8月3日にかけてソビエト連邦の首都モスクワで開催された1980年モスクワオリンピックのエチオピア選手団、およびその競技結果。

## 概要
今大会は金メダル2個、銅メダル2個の合計4個のメダルを獲得した。

## メダル
| メダル | 選手名             | 競技 | 種目          |
| ------ | ------------------ | ---- | ------------- |
| 金     | ミルツ・イフター   | 陸上 | 男子5000m     |
| 金     | ミルツ・イフター   | 陸上 | 男子10000m    |
| 銅     | モハメド・ケディル | 陸上 | 男子10000m    |
| 銅     | エシェツ・ツラ     | 陸上 | 男子3000m障害 |